# Laila Kaland
Laila Kaland (født 8. januar 1939 i Gloppen, Sogn og Fjordane – 30. december 2007) var en norsk politiker (Ap). Hun blev indvalgt i Stortinget fra Møre og Romsdal i 1985.
Hun var stedfortræder i perioden 1981–1985.

## Eksternt link
- Stortinget.no – Biografi Arkiveret 29. september 2007 hos  Wayback Machine (norsk)